# Johann von Soest (Maler)
Johann von Soest war ein Maler in der zweiten Hälfte des 15. Jahrhunderts, der in Münster und wohl auch in Soest tätig war.
Johann von Soest war von der Kölner und Soester Schule beeinflusst. Er gab diesen Einfluss seinerseits über Westfalen hinaus nach Norddeutschland weiter, insbesondere an seinen Gehilfen, den sogenannten Meister von 1489, sowie an den Meister der Lippborger Passion, an Hinrik Funhof, an den sogenannten Meister von 1473 und an Hermen Rode.
Johann von Soest wurde in der späteren Kunstgeschichte als der Maler des Liesborner Altars des Klosters Liesborn bei Münster identifiziert. Zuvor war der Maler dieses Werkes namentlich nicht bekannt und unter dem Notnamen Meister von Liesborn beschrieben worden.
Den von Johann von Soest geschaffenen Hochaltar des Klosters Liesborn weihte Abt Heinrich von Kleve 1465 zusammen mit vier weiteren Nebenaltären. Mit der Säkularisation des Klosters wurden die Altäre um 1807 unter der französischen Besatzung zu Einzelgemälden zersägt und verkauft. Einige wesentliche Teile gelangten in den Bestand der National Gallery in London, andere in die Sammlung des LWL-Landesmuseums für Kunst und Kulturgeschichte in Münster.

## Galerie
Fragmente der Kreuzigung Christi im Westfälischen Landesmuseum, Münster:

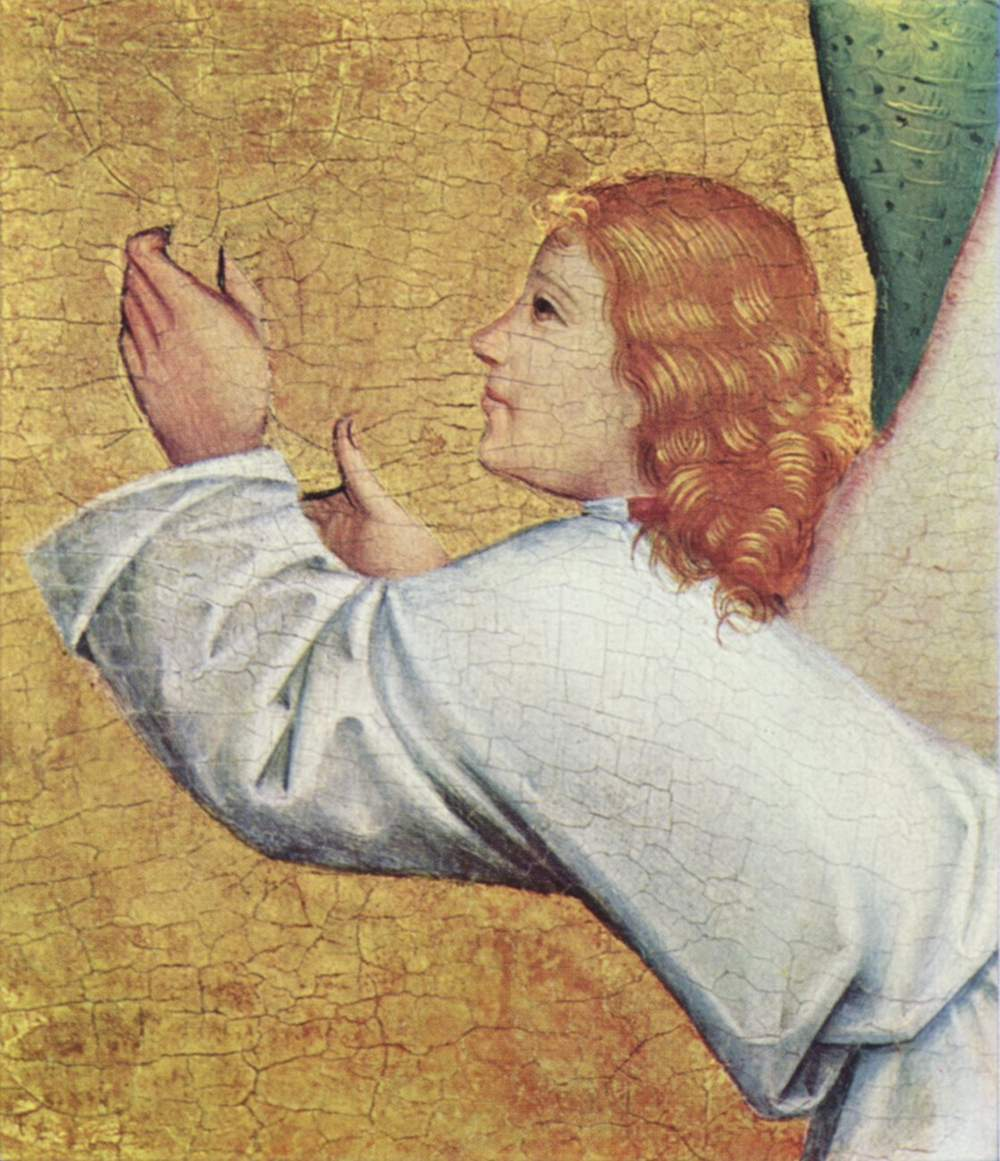
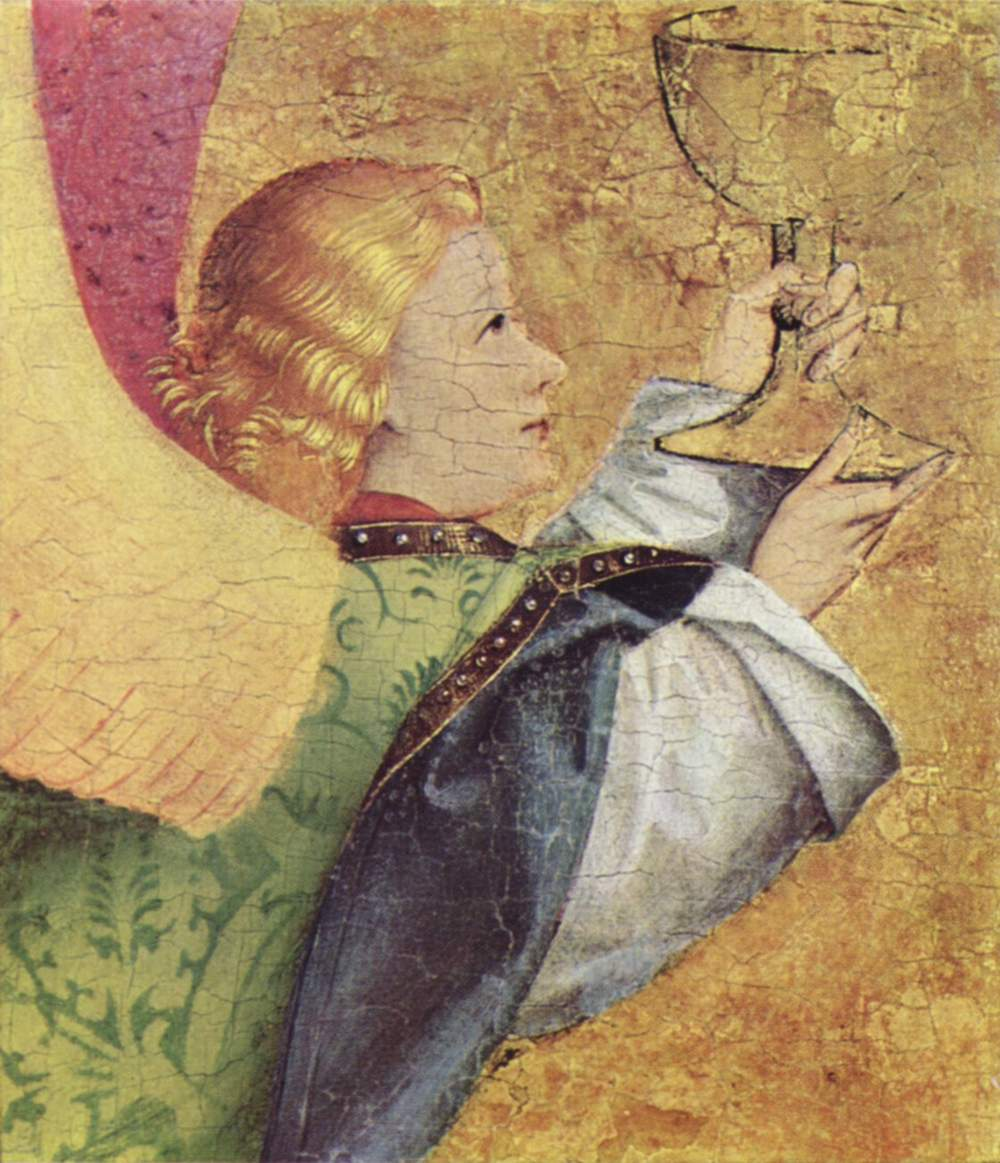
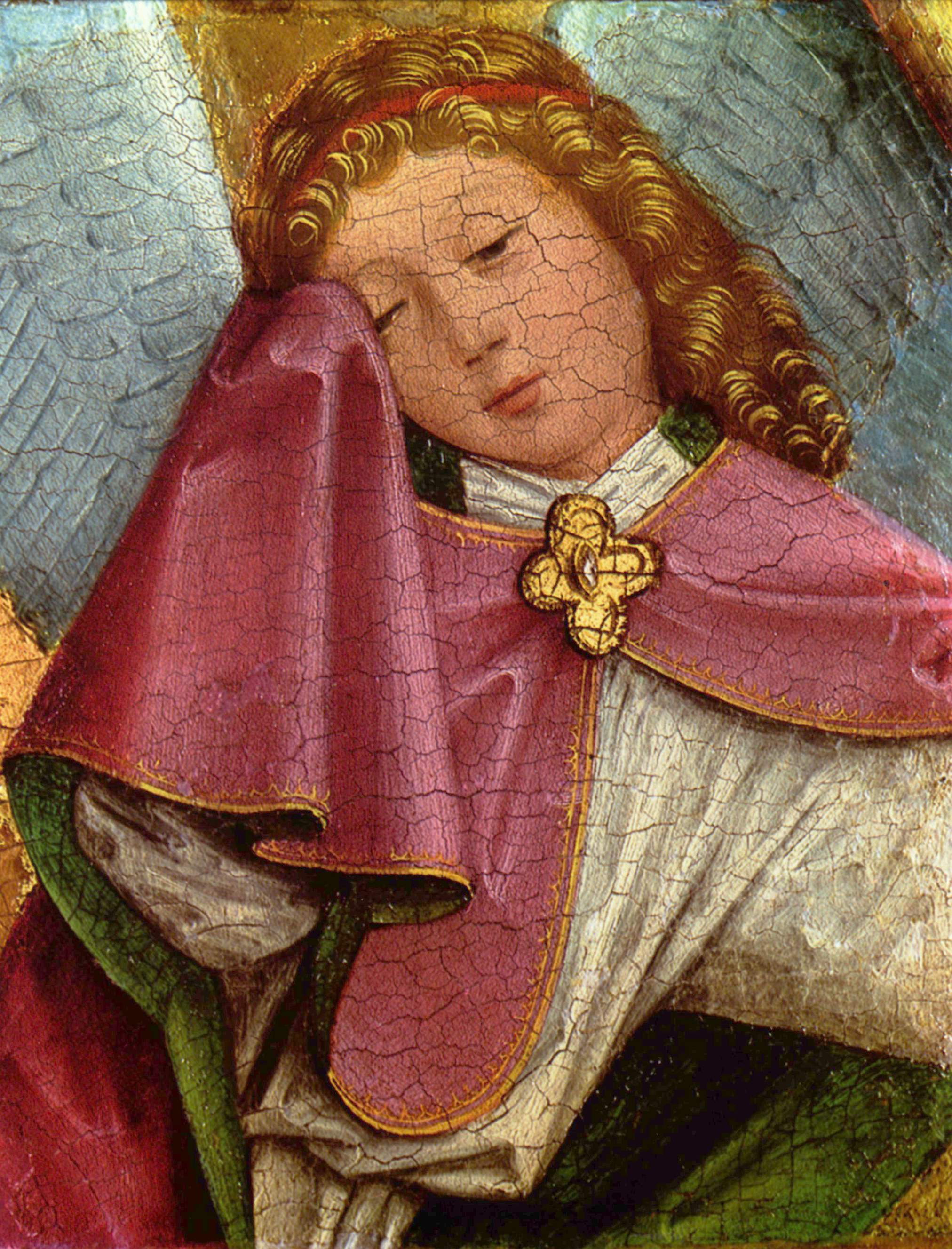